# ألان لياندرو
ألان لياندرو (بالبرتغالية: Alan Leandro‏) (14 يناير 1989 بكارابيكويبا في البرازيل - ) هو لاعب كرة قدم برازيلي في مركز الهجوم. شارك مع منتخب تيمور الشرقية تحت 23 سنة لكرة القدم ومنتخب تيمور الشرقية لكرة القدم. أما مع النوادي، فقد لعب مع نادي سريويجايا وAssociação Acadêmica e Desportiva Vitória das Tabocas ‏ ونادي بينابولينيزي ونادي ريو بريتو وبانكوك يونايتد.

## وصلات خارجية
- ألان لياندرو على موقع قاعدة بيانات كرة القدم.إي يو (الإنجليزية)
- ألان لياندرو على موقع ناشيونال فوتبول تيمز (الإنجليزية)
- ألان لياندرو على موقع Soccerway.com (الإنجليزية)